# Celestino Caballero
Celestino "Pelenchin" Caballero (Colón, Panamá; 21 de junio de 1976) es un ex boxeador profesional panameño y es el ex campeón unificado de la AMB y FIB Súpergallo.

## Carrera profesional
En los comienzos de su carrera, Caballero ganó cinco campeonatos de boxeo menores: el panameño, WBA Fedecentro, WBA Fedelatin, WBO Latino, y el Título NABA Súper Gallo.
Había ganado los primeros cuatro de sus títulos y tenía un historial de 17-0 antes de perder en el tercer asalto por noqueo con José Rojas el 16 de mayo de 2003.
Siete meses después, Caballero ganó el título vacante de la NABA derrotando a Giovanni Andrade. La pelea, que se celebró en Coconut Creek, en el estado de la Florida, fue la primera pelea para Caballero fuera de Panamá. En su próxima pelea, de regreso en Panamá, perdió por decisión unánime contra Ricardo Córdoba el 25 de mayo de 2004.
El 17 de febrero de 2005, Caballero peleó con el entonces invicto Campeón Mundial Daniel Ponce de León en Hollywood, Estado de California. Caballero ganó el combate por decisión unánime.
El 15 de octubre de 2005, Caballero derrota a Yober Ortega por decisión unánime en el título mundial supergallo AMB interino. El 4 de febrero el defendió su título contra Roberto Bonilla. Después de derribar a Bonilla en el tercer y quinto asalto, Caballero ganó por nocaut técnico en el séptimo asalto.

## Título Mundial Supergallo AMB
Caballero peleó contra el campeón mundial supergallo AMB Somsak Sithchatchawal en el país de origen de Sithchatchawal Tailandia el 4 de octubre de 2006 para ganar el título absoluto AMB. Él ganó por nocaut técnico derribando tres veces en el tercer asalto a Sithchatchawal, causando que el réferi detuviera el combate.

### Primera Defensa
El 16 de marzo de 2007, Caballero enfrentó a Ricardo Castillo en el Seminole Hard Rock Hotel and Casino, de Florida, Miami. Luego de que Castillo fuera penalizado en el tercer round por repetidos golpes bajos, en el noveno round, el réferi procedió a descalificar a Castillo, y de esa manera Caballero concreto la primera defensa de su título.

### Segunda Defensa
Caballero enfrentó a Jorge Lacierva el 4 de agosto de 2007, en Texas, EE. UU. Caballero se impuso por decisión unánime en doce asaltos, con el siguiente puntaje:116-111/115-112/116-110.

### Tercera Defensa
En Panamá, Panama City, en el Gimansio Roberto Duran, el 1 de diciembre de 2007, Caballero efectuaba su tercera defensa del título mundial supergallo AMB, al vencer por nocaut técnico en el octavo round, a Mauricio Pastrana.

### Cuarta Defensa
El 7 de junio de 2008, en Los Morros, Venezuela. Caballero enfrentó al excampeón mundial Lorenzo Parra. Caballero domino a Parra durante todo el combate, no obstante, Parra tuvo buenos momentos, pero Caballero fue quien manejo la pelea, en el decimosegundo round, Caballero derriba a Parra, luego de que el excampeón mundial se puso de pie, el médico de turno se acercó a examinar a Parra, notando una fractura de mandíbula, el médico retiro a Parra y de esa manera, Caballero ganó por nocaut técnico en el último round.

### Quinta Defensa
Caballero combatió contra Elvis Meija el 18 de septiembre de 2008 en Panamá City, Panama. Luego de que el primer round comenzara, Caballero mando sobre las cuerdas a Meija, el campeón castigo al retador con una serie de golpes, que llevaron al réferi a detener el combate, Caballero ganó por nocaut técnico en el primer round.

### Sexta Defensa-Unificatoria FIB
En Ontario, Canadá, Caballero enfrentó al campeón mundial supergallo FIB, Steve Molitor, en un combate unificatorio de títulos mundiales. Caballero inició el combate tomando el control, sobre el boxeo competitivo de Molitor, durante el cuarto round, el panameño le acesto un derechazo a Molitor mandándolo a la lona, luego de que Molitor se puso de pie y recibió la cuenta del réferi, Caballero le coloco tres potentes golpes a Molitor, dejándolo conmovido, el réferi intervino y detuvo el combate. Caballero unificó su título mundial supergallo AMB, con el de la FIB, al ganarle por nocaut técnico a Molitor en el cuarto round.

### Séptima Defensa AMB-Primera Defensa FIB
El 30 de abril de 2009, en la Arena Roberto Duran, de la Ciudad de Panamá, Caballero enfrentó al sudafricano Jeffrey Mathebula. En una dura y competitiva pelea, Caballero obtuvo la victoria por decisión dividida.

### Octava Defensa AMB-Segunda Defensa FIB
Caballero viajó hacia México, para enfrentar al local Francisco Leal, el 29 de agosto de 2009. Rápidamente Caballero acento su superioridad, ya que en el primer round, el panameño mando a la lona a Leal, el resto de la pelea fue dominanda por Caballero con una total suficiencia, castigando a Leal durante el combate, hasta que se sacó de pelea a Leal en el octavo round y así Caballero ganó el combate por nocaut técnico.

### Polémica
El 10 de marzo de 2016 en un retén policial se encontró en el auto de "Pelenchin" 10 Paquetes de droga (Cocaína). Luego de un escándalo mediático "Pelenchin" terminó aceptando lo sucedido y condenado a 5 años de prisión y fue puesto en libertad en el mes de abril del 2021.

## Récord profesional
| 37 Ganadas (27 knockouts), 6 Derrotas(1 knockouts), 0 Empates |        |                        |      |              |            |                                                                |                                                                                |
| Res.                                                          | Récord | Oponente               | Tipo | Round Tiempo | Fecha      | Lugar                                                          | Notas                                                                          |
| P                                                             | 37-6   | Adrián Estrella        | UD   | 12 (12)      | 2014-10-04 | Centro de Usos Múltiples, Los Mochis, México                   | por el Título FECARBOX Super Pluma CMB                                         |
| G                                                             | 37-5   | Jimmy Aburto           | TKO  | 2 (8)        | 2013-11-30 | Arena Panamá Al Brown, Colón, Panamá                           | Gana el Título Latino Pluma CMB                                                |
| P                                                             | 36-5   | Robinson Castellanos   | SD   | 12 (12)      | 2013-04-20 | Arena Roberto Duran, Juan Díaz, Panamá                         | Por el Título Plata Pluma CMB                                                  |
| G                                                             | 36-4   | Satoshi Hosono         | UD   | 12 (12)      | 2011-12-31 | Bunka Gym, Yokohama, Japón                                     | Retiene el Título Mundial Pluma AMB                                            |
| G                                                             | 35-4   | Jonathan Víctor Barros | UD   | 12 (12)      | 2011-10-14 | Luna Park, Buenos Aires, Argentina                             | Gana el Título Mundial Pluma AMB                                               |
| P                                                             | 33-4   | Jonathan Víctor Barros | SD   | 12 (12)      | 2011-07-02 | Polideportivo La Colonia, Junín, Argentina                     | Por el Título Mundial Pluma AMB                                                |
| P                                                             | 33-3   | Jason Litzau           | SD   | 10 (10)      | 2010-11-27 | MGM Grand, Las Vegas, Estados Unidos                           |                                                                                |
| G                                                             | 34-2   | Daud Yordan            | UD   | 12 (12)      | 2010-04-10 | BankAtlantic Center, Sunrise, Estados Unidos                   |                                                                                |
| G                                                             | 33-2   | Francisco Leal         | RTD  | 7 (12)       | 2009-08-29 | Ciudad Deportiva de Mexicali, México                           | Retiene el Título Mundial Supergallo FIB y el Título Mundial Supergallo AMB    |
| G                                                             | 32-2   | Jeffrey Mathebula      | SD   | 12 (12)      | 2009-04-31 | Arena Roberto Duran, Juan Díaz, Panamá                         | Retiene el Título Mundial Supergallo FIB y el Título Mundial Supergallo AMB    |
| G                                                             | 31-2   | Steve Molitor          | TKO  | 4 (12)       | 2008-11-21 | Casino Rama, Ontario, Canadá                                   | Gana Título Mundial Supergallo FIB y Retiene el Título Mundial Supergallo AMB  |
| G                                                             | 30-2   | Elvis Mejía            | TKO  | 1 (12)       | 2008-09-18 | Centro de Convenciones Figali, Fuerte Amador, Panamá           | Retiene el Título Mundial Supergallo AMB                                       |
| G                                                             | 29-2   | Lorenzo Parra          | RTD  | 11 (12)      | 2008-06-07 | Domo Olímpico de San Juan de los Morros, Venezuela             | Retiene el Título Mundial Supergallo AMB                                       |
| G                                                             | 28-2   | Mauricio Pastrana      | TKO  | 8 (12)       | 2007-12-01 | Arena Roberto Duran, Juan Díaz, Panamá                         | Retiene el Título Mundial Supergallo AMB                                       |
| G                                                             | 27-2   | Jorge Lacierva         | UD   | 12 (12)      | 2007-08-04 | Dodge Arena, Hidalgo, Estados Unidos                           | Retiene el Título Mundial Supergallo AMB                                       |
| G                                                             | 26-2   | Ricardo Castillo       | DQ   | 9 (12)       | 2007-03-16 | Seminole Hard Rock Hotel and Casino, Hollywood, Estados Unidos | Retiene el Título Mundial Supergallo AMB                                       |
| G                                                             | 25-2   | Somsak Sithchatchawal  | TKO  | 3 (12)       | 2006-10-04 | Wat Ban Rai, Tailandia                                         | Gana el Título Mundial Supergallo AMB                                          |
| G                                                             | 24-2   | Roberto Bonilla        | TKO  | 7 (12)       | 2006-02-04 | Centro de Convenciones Figali, Fuerte Amador, Panamá           | Retiene el Título Mundial Interino Supergallo AMB                              |
| G                                                             | 23-2   | Yober Ortega           | UD   | 12 (12)      | 2005-10-15 | Centro de Convenciones Figali, Fuerte Amador, Panamá           | Gana el Título Mundial Interino Supergallo AMB                                 |
| G                                                             | 22-2   | José Luis Valbuena     | TKO  | 5 (12)       | 2005-05-05 | Desert Diamond Casino, Tucson, Estados Unidos                  | Eliminatoria para el Título FIB Super Bantamweight                             |
| G                                                             | 21-2   | Daniel Ponce De León   | UD   | 12 (12)      | 2005-02-17 | The Avalon, Hollywood, Estados Unidos                          | Eliminatoria para el Título FIB Super Bantamweight                             |
| G                                                             | 20-2   | Víctor Peralta         | TKO  | 5 (10)       | 2004-10-15 | Coliseo Bernardo Caraballo, Cartagena, Colombia                |                                                                                |
| P                                                             | 19-2   | Ricardo Córdoba        | UD   | 12 (12)      | 2004-05-25 | Centro de Convenciones Atlapa, Panamá, Panamá                  | Pierde el título nacional CBPP Supergallo y el Título NABA Supergallo          |
| G                                                             | 19-1   | Giovanni Andrade       | DQ   | 10 (10)      | 2003-12-05 | Seminole Casino, Coconut Creek, Estados Unidos                 | Gana el Título NABA Supergallo                                                 |
| G                                                             | 18-1   | Arcelio Ibarra         | TKO  | 3 (10)       | 2003-09-20 | Jardín Nuevas Glorias Soberanas, Juan Díaz, Panamá             |                                                                                |
| P                                                             | 17-1   | José Rojas             | KO   | 3 (12)       | 2003-05-16 | Arena Roberto Duran, Juan Díaz, Panamá                         | Pierde el título AMB Fedelatin Supergallo                                      |
| G                                                             | 17-0   | Leonardo González      | TKO  | 2 (12)       | 2003-02-15 | Arena Roberto Duran, Juan Díaz, Panamá                         | Retiene el título AMB Fedelatin Supergallo y el título WBO Latino Supergallo   |
| G                                                             | 16-0   | Jorge Monsalvo         | TKO  | 4 (12)       | 2002-10-31 | Centro de Convenciones Atlapa, Panamá, Panamá                  | gana el título WBO Latino Supergallo                                           |
| G                                                             | 15-0   | Ángel Valencia         | KO   | 3 (12)       | 2002-09-21 | Arena Panamá Al Brown, Colón, Panamá                           | Retiene el título nacional CBPP Supergallo y gana el AMB Fedelatin Supergallo  |
| G                                                             | 14-0   | Andrés Ciriaco         | UD   | 8 (8)        | 2002-06-14 | Arena Panamá Al Brown, Colón, Panamá                           |                                                                                |
| G                                                             | 13-0   | Marcos Verbel          | KO   | 3 (12)       | 2001-11-30 | Riande Continental Hotel, Bella Vista, Panamá                  | Retiene el título AMB Fedecentro Supergallo                                    |
| G                                                             | 12-0   | Euclides Espitia       | KO   | 4 (10)       | 2001-10-05 | Arena Roberto Duran, Juan Díaz, Panamá                         |                                                                                |
| G                                                             | 11-0   | Armando Rojas          | TKO  | 7 (12)       | 2001-08-18 | Arena Panamá Al Brown, Colón, Panamá                           | Retiene el título nacional CBPP Supergallo y gana el AMB Fedecentro Supergallo |
| G                                                             | 10-0   | Santos Marimon         | KO   | 6 (10)       | 2001-03-17 | Arena Panamá Al Brown, Colón, Panamá                           |                                                                                |
| G                                                             | 9-0    | Antonio Jaramillo      | TKO  | 2 (10)       | 2001-02-03 | Gimnasio Nuevo Panamá, Juan Díaz, Panamá                       |                                                                                |
| G                                                             | 8-0    | Armando Córdoba        | UD   | 12 (12)      | 2000-03-31 | Gimnasio Nuevo Panamá, Juan Díaz, Panamá                       | gana el título nacional CBPP Supergallo                                        |
| G                                                             | 7-0    | Arquímedes González    | KO   | 4 (8)        | 2000-04-29 | Gimnasio de Pilón, Puerto Pilón, Panamá                        |                                                                                |
| G                                                             | 6-0    | Raúl Alonso            | TKO  | 6 (8)        | 2000-03-31 | Jardín El Rancho, Panamá, Panamá                               |                                                                                |
| G                                                             | 5-0    | Henry Francis          | UD   | 6 (6)        | 2000-02-16 | Salón Magnum Eventus, Panamá, Panamá                           |                                                                                |
| G                                                             | 4-0    | Garibaldo Morris       | KO   | 1 (6)        | 1999-03-03 | Discoteca Congo, Panamá, Panamá                                |                                                                                |
| G                                                             | 3-0    | Leopoldo Arrocha       | TKO  | 3 (4)        | 1999-01-20 | Discoteca Congo, Panamá, Panamá                                |                                                                                |
| G                                                             | 2-0    | Arquímedes González    | RTD  | 3 (4)        | 1998-12-02 | Discoteca Congo, Panamá, Panamá                                |                                                                                |
| G                                                             | 1-0    | Víctor Pérez           | UD   | 4 (4)        | 1998-11-18 | Discoteca Congo, Panamá, Panamá                                |                                                                                |